# モン文字
モン文字（モンもじ）は、オーストロアジア語族のモン語の表記に使われる文字。現在モン語の表記に使われる文字は基本的にビルマ文字と同じである。

## 古モン文字
- ハンタワディ時代の西暦573年から西暦1757年に使用された。全部で35子音から成る。この文字は、タイモン語(ภาษาไทยมอญ)またはタイラマン語(ภาษาไทยรามัญ)と呼ばれる。

| k (/kaˀ/) | kh (/kʰaˀ/) | g (/kɛ̤ˀ/)       | gh (/kʰɛ̤ˀ/) | ṅ (/ŋɛ̤ˀ/)        |
| c (/caˀ/) | ch (/cʰaˀ/) | j (/cɛ̤ˀ/)       | jh (/cʰɛ̤ˀ/) | ñ (/ɲɛ̤ˀ/)        |
| ṭ (/taˀ/) | ṭh (/tʰaˀ/) | ḍ (/ɗaˀ/~[daˀ]) | ḍh (/tʰɛ̤ˀ/) | ṇ (/naˀ/)        |
| t (/taˀ/) | th (/tʰaˀ/) | d (/tɛ̤ˀ/)       | dh (/tʰɛ̤ˀ/) | n (/nɛ̤ˀ/)        |
| p (/paˀ/) | ph (/pʰaˀ/) | b (/pɛ̤ˀ/)       | bh (/pʰɛ̤ˀ/) | m (/mɛ̤ˀ/)        |
| y (/jɛ̤ˀ/) | r (/rɛ̤ˀ/)   | l (/lɛ̤ˀ/)       | w (/wɛ̤ˀ/)   | s (/saˀ/)        |
| h (/haˀ/) | ḷ (/laˀ/)   | b (/ɓaˀ/~[baˀ]) | a (/ʔaˀ/)   | mb (/ɓɛ̤ˀ/~[bɛ̤ˀ]) |

## 歴史

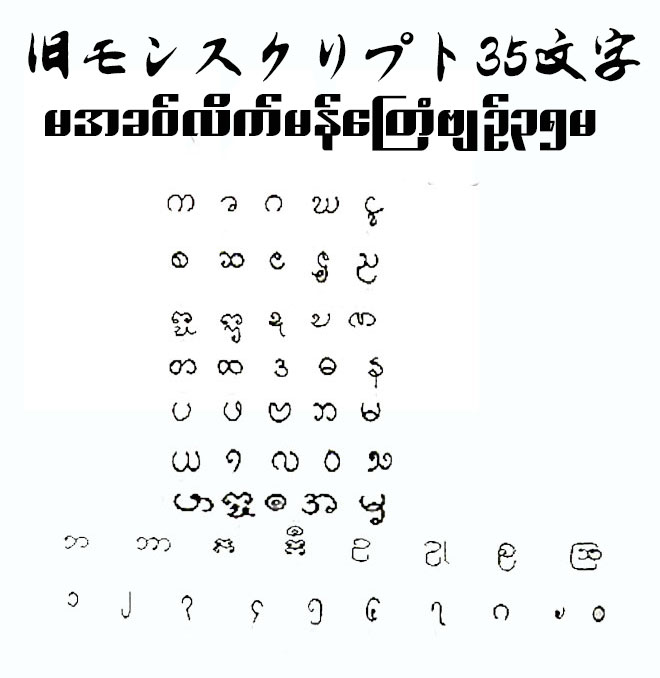
古モン文字35文字。

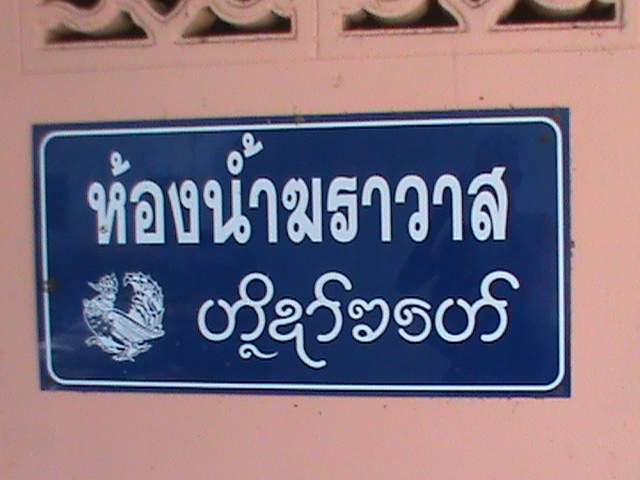
ワットムアンのタイモン語とタイ語。

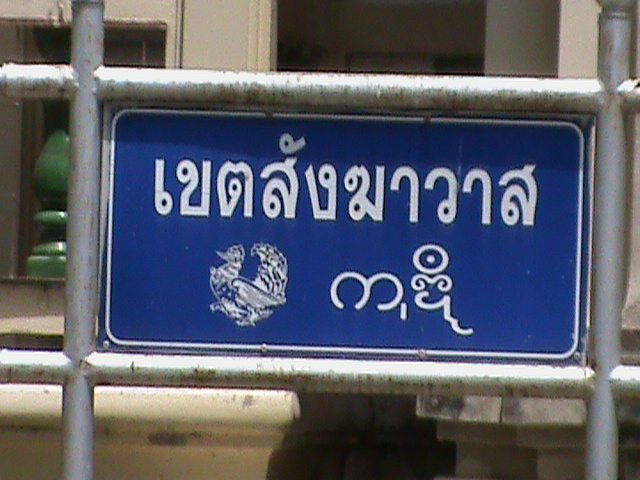
タイモン語とタイ語。

現存するもっとも古いモン文字の碑文は6世紀のもので、タイ中部のナコーンパトムで発見された。タイ北部にあったハリプンチャイ王国の最古の碑文（11-12世紀ごろ）はパーリ語とモン語で記されており、その文字はミャゼディ碑文のものに酷似している。
他の多くの東南アジアの文字と同様、モン文字は南インドのパッラヴァ・グランタ文字から発達したと考えられているが、異論もある。
11世紀に成立したビルマ人のパガン王朝はモン文化の影響が強く、ビルマ文字はモン文字の借用だった。パガンのアノーヤター王がモン人の港市であるタトンを征服し、パーリ仏典と500人の僧侶をパガンにもたらしたと伝えられている。
パガン王朝初期の碑文はすべてモン語で記されており、12世紀はじめのミャゼディ碑文がビルマ語を記した最初の碑文になる。この碑文は4つの言語で書かれているが、ピュー語を除くパーリ語・モン語・ビルマ語の3つは基本的に同じ文字で記されている。
この頃のモン＝ビルマ文字は角ばっていたが、時代が下がるにつれて現在のように丸い文字に変化していった。

## ビルマ文字との違い
いくつかの文字（ဨ e; ၚ ṅa; ၛ jha）や母音記号はビルマ文字と字形が大きく異なっている。また、ビルマ語にない両唇入破音の文字がある（ၜ ḅa /ɓaʔ/ および ၝ /ɓɛ̀ʔ/。歯茎入破音 /ɗ/ にはそり舌音のための文字 ဍ ḍa を流用する）。
ビルマ語と異なってモン語は声調を持たないため、声調表記を必要としない。現代モン語では古い有声子音が無声化し、それにともなって低い息もれ声の発声を持つようになったが、正書法は無声化する前の発音を反映しているため、実際には有声子音が書かれている場合は息もれ声で発音される。有声子音は母音の音価にも影響し、母音記号がついていない場合は無声子音の場合 /aʔ/ が、有声子音の場合 /ɛ̀ʔ/ が後続する。
モン文字は語頭に豊富な子音結合を持つが、必ずしもそれら全てが現実に子音結合として発音されるわけではない（参照: モン語#音韻論）。

## Unicode
Unicodeではビルマ文字と統合されているが、いくつかのモン語用の文字や記号が定義されている。